# Warm Leatherette
A Warm Leatherette Grace Jones amerikai énekesnő 1980-ban megjelent negyedik nagylemeze. Műfaja: R&B, new wave, reggae és soul, kiadója az Island Records. A felvételek és a keverés a Bahamákon, a Nassauban található Compass Point Studiosban készültek.  Ez volt az első album, melyet Grace Chris Blackwell producerrel készített. (További két lemezen dolgoztak még együtt.) A nagylemez java részét feldolgozások alkotják olyan előadók dalaira, mint a The Normal, a The Pretenders, a Roxy Music, Smokey Robinson, Tom Petty és Jacques Higelin. Az album eredeti borítóján a Jean-Paul Goude által készített fekete-fehér fotó szerepelt. Amikor az egy évvel későbbi Nightclubbing óriási sikere után újra megjelent a Warm Leatherette, a borítóképet lecserélték. Az új fotó az A One Man Show című koncerten készült kékes árnyalatú pillanatfelvétel lett. A nagylemez anyaga speciális, úgynevezett 1+1 krómkazettán is megjelent annak idején: az egyik oldalon az album anyaga szerepelt, a másikon 5 dal hosszabb változatban volt hallható. Amikor a Warm Leatherette CD-változatban is a boltokba került, a rövidebb albumverziók helyett a szóban forgó dalok a hosszabb kazettaváltozat alapján kerültek a lézerlemezre.

## A dalok

### „A” oldal
1. Warm Leatherette (Daniel Miller) – 4:25 (kazetta / CD: 5:38)
2. Private Life (Chrissie Hynde) – 5:10 (kazetta / CD: 6:19)
3. A Rolling Stone (Deniece Williams – Fritz Baskett – Grace Jones) – 3:30
4. Love Is the Drug  (Bryan Ferry – Andy Mackay) – 7:15 (kazetta / CD: 8:41)

### „B” oldal
1. The Hunter Gets Captured by the Game (Smokey Robinson) – 3:50 (kazetta / CD: 6:45)
2. Bullshit (Barry Reynolds) – 5:20
3. Breakdown (Tom Petty) – 5:30
4. Pars (Jacques Higelin) – 4:05 (kazetta / CD: 4:44)

## Közreműködők
- Grace Jones (ének)
- Wally Badarou (billentyűs hangszerek)
- Chris Blackwell (producer, hangmérnök, keverés)
- Mikey Chung (gitár)
- Sly Dunbar (dobok)
- Jean Paul Goude (művészeti vezető)
- Barry Reynolds (gitár)
- Alex Sadkin (producer, hangmérnök, keverés)
- Robbie Shakespeare (basszusgitár)
- Kendal Stubbs (hangmérnökasszisztens)
- Uziah „Sticky” Thompson (ütős hangszerek)

## Különböző kiadások

### LP
- 1980 Island Records (202 163, NSZK)
- 1980 Island Records (6313 042, Franciaország)
- 1980 Island Records (ILPS 9592, Anglia)
- 1980 Island Records (ILPS 19592, Olaszország)
- 1980 Island Records (ILPS-9592, Skandinávia)
- 1980 Ariola Eurodisc S. A. (I-200.163, Spanyolország)
- 1980 Festival Records (L 37329, Ausztrália)
- 1985 Island Records (ILPM 9592, Anglia)

### Kazetta
- 1980 Island Records (ZCI 9592, Anglia)

### CD
- 1989 Island Masters (IMCD 15, Anglia)
- 1989 Island Records (842 611-2, Anglia)
- 1990 Island Records (422-842 611-2, Egyesült Államok)
- 1992 Island Records (ITSCD 4, Anglia: dupla CD, a második lemez a Nightclubbing)

## Kimásolt kislemezek

### Kislemezek
- 1980 Love Is the Drug / Sinning (Island Records, 101 819, NSZK)
- 1980 Love Is the Drug / Sinning (Island Records, 6010179, Franciaország, promóciós lemez)
- 1980 Love Is the Drug / Sinning (Island Records, A-101.819, Spanyolország)
- 1980 Private Life / She’s Lost Control (Island Records, WIP 6629, Anglia)
- 1980 Private Life / She’s Lost Control (Island Records, 102 261, NSZK)
- 1980 Private Life / Pars (Island Records, 102.305, Hollandia)
- 1980 The Hunter Gets Captured by the Game (LP Version) / The Hunter Gets Captured by the Game (Alternate Reggae Version) (Island Records, WIP 6645, Anglia)
- 1980 The Hunter Gets Captured by the Game (LP Version) / The Hunter Gets Captured by the Game (Special Version) (Island Records, 102.410, NSZK)
- 1981 Demolition Man / Warm Leatherette (Island Records, WIP 6673, Anglia)
- 1981 I’ve Seen That Face Before (Libertango) / Warm Leatherette (Island Records, 103 030, NSZK)
- 1981 I’ve Seen That Face Before (Libertango) / Warm Leatherette (Island Records, 6010 340, Franciaország)
- 1981 Pull Up to the Bumper / Breakdown (Island Records, IS 49697, Egyesült Államok)
- 1983 Private Life / My Jamaican Guy (Island Records, 108 327, NSZK)
- 1985 Love Is the Drug / Living My Life (Island Records, 884 675-7, Franciaország)
- 1986 Love Is the Drug / Living My Life (Island Records, 108 032, NSZK)
- 1986 Love Is the Drug / Living My Life (Island Records, ISG 266, Anglia)
- 1986 Love Is the Drug / Living My Life (Island Records, IS 266, Anglia)
- 1986 Private Life / My Jamaican Guy (Island Records, ISG 273, Anglia)
- 1986 Private Life / My Jamaican Guy (Island Records, IS 273, Anglia)

### Maxik
- 1980 Breakdown / Breakdown (Edit) / Warm Leatherette (Island Records, PRO-A-920, Egyesült Államok, promóciós lemez)
- 1980 Love Is the Drug / Sinning (Island Records, 600 198, NSZK)
- 1980 Private Life (Long Version) / She’s Lost Control (Long Version) (Island Records, 600 261, NSZK)
- 1980 Private Life (Long Version) / She’s Lost Control (Long Version) (Island Records, 12WIP 6629, Anglia)
- 1980 The Hunter Gets Captured by the Game (Long Version) / Warm Leatherette (Long Version) (Island Records, 12WIP 6645, Anglia)
- 1980 The Hunter Gets Captured by the Game (Long Version) / Warm Leatherette (Long Version) (Island Records, 600 271, NSZK)
- 1980 The Hunter Gets Captured by the Game (Island Records, PRO-A-892, Egyesült Államok, promóciós egyoldalas lemez)
- 1981 Demolition Man / Bullshit (Island Records, 12WIP 6673, Anglia)
- 1981 I’ve Seen That Face Before (Libertango) / Warm Leatherette (Island Records, 6010 363, Franciaország)
- 1985 Love Is the Drug (Vocal) / Demolition Man (Vocal) (Island Records, 0-96860, Egyesült Államok)
- 1986 Love Is the Drug (Remix) / Living My Life / The Apple Stretching (Island Records, 12 IS 266, Anglia)
- 1986 Love Is the Drug / Living My Life / The Apple Stretching (Island Records, 608 032, Európa)
- 1986 Love Is the Drug (Remix) / Living My Life / The Apple Stretching (Island Records, 12 ISP 266, Anglia)
- 1986 Private Life (Remix) / My Jamaican Guy (Mix) / Feel Up / She's Lost Control (Island Records, 12 IS 273, Anglia)
- 1986 Private Life (Remix) / My Jamaican Guy (Mix) / Feel Up / She's Lost Control (Island Records, 608 327, NSZK)

## Legnépszerűbb slágerek
- Private Life

Anglia: 1980. július 26-ától 6 hétig. Legmagasabb pozíció: 17. hely
- Love Is the Drug

Anglia: 1986. március 1-jétől 2 hétig. Legmagasabb pozíció: 35. hely

NSZK: 1986. április 14-étől 5 hétig. Legmagasabb pozíció: 57. hely

## Külső hivatkozások
- Dalszöveg: Warm Leatherette
- Dalszöveg: Private Life
- Dalszöveg: A Rolling Stone
- Dalszöveg: Love Is the Drug
- Dalszöveg: The Hunter Gets Captured by the Game
- Dalszöveg: Bullshit
- Dalszöveg: Breakdown
- Dalszöveg: Pars
- Videó: Warm Leatherette
- Videó: Private Life
- Videó: Love Is the Drug
- Videó: Pars